# Marc Eigeldinger
Pour les articles homonymes, voir Eigeldinger.
Marc Eigeldinger, né le 19 décembre 1917 à La Chaux-de-Fonds et mort le 21 décembre 1991 à Neuchâtel, est un poète suisse d'expression française et professeur de littérature française.

## Biographie
Marc Eigeldinger est le fils d'André-Charles un horloger et de Louise Rieckel. Il a fait des études de lettres à Neuchâtel où il a obtenu un doctorat en 1943.
Pour ce poete gnostique, la poésie "est... premice de la Parole et, dans sa trajectoire difficile, elle approche de l'impossible, ce porche du Surnaturel". Il a publie plusieurs recueils : Le Pèlerinage du silence (1941), Le Tombeau d'Icare (1943), Premices de la parole (1953), et plusieurs essais sur la poésie : Le Dynamisme de l'image dans la poésie française (1943), Poésie et tendances (1945), Le Platonisme de Baudelaire (1951).
Entre 1943 et 1946 il a été professeur à l'école supérieure de commerce de La Chaux-de-Fonds puis professeur de littérature française au gymnase de 1946 à 1963. Enfin il a été professeur à l'université de Neuchâtel de 1963 à 1983 (suppléance jusqu'en 1985).
L’Académie française lui décerne le prix Henri-Mondor en 1975 pour l'ensemble de son œuvre.
Le fonds d'archives de Marc Eigeldinger se trouve aux Archives littéraires suisses à Berne.

## Publications
- Le pèlerinage du silence (1937-1940), Éditions Marguerat, Lausanne, 74 p., 1941.
- Stéphane Mallarmé, Essais et témoignages par Collectif, Éditions À La Baconnière, Neuchâtel, 114 p., 1942.
- Le dynamisme de l'image dans la poésie française, Éditions À La Baconnière, coll. Être et penser, Cahiers de philosophie, Neuchâtel, 298 p., 1943.
- Le tombeau d'Icare (1940-1943), Éditions À La Baconnière, coll. Les Poètes des Cahiers du Rhône, no VII, Neuchâtel, 48 p., 1943.
- Poésie et tendances, De l'angélisme poétique, Éditions À La Baconnière et Oreste Zeluck, coll. La Presse française et étrangère, Neuchâtel et Paris, 124 p., 1945.
- Paul Valéry: Essais et témoignages inédits (recueillis par Marc Eigeldinger), Éditions Oreste Zeluck, coll. La Presse française et étrangère, Paris, 238 p., 1945.
- Julien Green et la tentation de l'irréel, Éditions Aux portes de France, Porrentruy, 101 p., 1947.
- Le platonisme de Baudelaire,Éditions À La Baconnière, Neuchâtel, 116 p., 1952.
- Prémices de la parole, Éditions Imprimerie des Poètes, coll. Caractères, no 9, Paris, 54 p., 1953.
- La philosophie de l'art chez Balzac, Éditions Pierre Cailler, coll. d'études et de documents littéraires, Genève, 182 p., 1957. Réédition: Éditions Slatkine, 2010.
- Terres vêtues de soleil, Éditions À La Baconnière et Éditions du Seuil, coll. Les Poètes des Cahiers du Rhône, Paris, 76 p., 1957. Réédition 2013.
- Mémoire de l'Atlantide, Éditions À La Baconnière, coll. La mandragore qui chante, Neuchâtel, 64 p., 1961.
- Jean-Jacques Rousseau et la réalité de l'imaginaire, Éditons À La Baconnière, Neuchâtel, 209 p., 1962.
- Les voix de la forêt, Éditions À La Baconnière, coll. La mandragore qui chante, Neuchâtel, 27 p., 1964. Réédition 2013. (Cantate composée par Samuel Ducommun pour les 150 ans de l'entrée du canton de Neuchâtel dans la Confédération).
- Rimbaud et le mythe solaire, Éditions À La Baconnière, Neuchâtel, 82 p., 1964.
- Alfred de Vigny, Éditions Seghers, coll. Écrivains d'hier et d'aujourd'hui, no 19, 191 p., 1965. 2ème édition, 1969.
- Pierre-Eugène Bouvier, Éditions À La Baconnière, Boudry, 74 p., 1966.
- « Baudelaire et la conscience de la mort », Études littéraires, vol. 1,‎ avril 1968, p. 51-65 (ISSN 1708-9069, lire en ligne)
- La mythologie solaire dans l'œuvre de Racine, Éditions Faculté des lettres, Université de de Neuchâtel et Librairie Droz, Neuchâtel et Genève, 156 p., 1969.
- Les chemins du soleil, Éditions À La Baconnière, coll. La mandragore qui chante, Neuchâtel, 78 p., 1971.
- Poésie et métamorphoses, Éditions À La Baconnière, coll. Langages, Neuchâtel, 288 p., 1973.
- La voyance avant Rimbaud dans Lettres du voyant (13 et 15 mai 1871) d'Arthur Rimbaud commentées par Gérald Schaeffer, Éditions Librairie Droz, coll. Textes littéraires français, Genève, 1975.
- Etudes baudelairiennes - VIII (avec Claude Pichois), Éditions À La Baconnière, coll. Langages, Neuchâtel, 312 p., 1976.
- La maison transparente, Éditions À La Baconnière, coll. La mandragore qui chante, Neuchâtel, 1978.
- Jean-Jacques Rousseau, Univers mythique et cohérence, Éditions À La Baconnière et Payot, coll. Langages, Neuchâtel, 328 p., 1978.
- Lumières du mythe, Éditions À La Baconnière, coll. Langages, Neuchâtel, 224 p., 1983.
- Suite pour Odilon Redon, Éditions À La Baconnière, Neuchâtel, 80 p., 1983.
- La forêt, Exposition thématique, Éditions Le-Grand-cachot-de-Vent, Neuchâtel, 1984.
- Poèmes (1942-1987), préface de Yves Bonnefoy, Éditions À La Baconnière, Neuchatel, 240 p., 1987.
- Mythologie et intertextualité, Éditions Slatkine, Genève, 278 p., 1987.
- Études sur les «poésies» de Rimbaud (avec André Bandelier, Yves Bonnefoy, Louis Forestier et Gérald Schaeffer), Éditions À La Baconnière, coll. Langages, Neuchâtel, 160 p., 1989.
- Etudes baudelairiennes - XIII (avec Claude Pichois), Éditions À La Baconnière, coll. Langages, Neuchâtel, 264 p., 1991.
- Le Soleil de la poésie : Gautier, Baudelaire, Rimbaud, Éditions La Baconnière, Neuchâtel, 263 p., 1991[2],[3].